# Крайні точки Албанії
Це список крайніх географічних точок Албанії

## Координати
- Північ: 42°39′55″ пн. ш. 19°43′57″ сх. д. / 42.66528° пн. ш. 19.73250° сх. д.
округ Малесія-е-Маді, на кордоні з Чорногорією,
- Південь: 39°38′54″ пн. ш. 20°12′52″ сх. д. / 39.64833° пн. ш. 20.21444° сх. д.
округ Саранда, на кордоні з Грецією,
- Захід: 40°30′35″ пн. ш. 19°16′32″ сх. д. / 40.50972° пн. ш. 19.27556° сх. д.
о. Сазані, округ Вльора
материкова частина: Карабурун, округ Вльора 40°25′33″ пн. ш. 19°18′30″ сх. д. / 40.42583° пн. ш. 19.30833° сх. д.
- Схід: 40°37′52″ пн. ш. 21°4′6″ сх. д. / 40.63111° пн. ш. 21.06833° сх. д.
округ Девол, на кордоні з Грецією.

## Відносно рівня моря
- Найвища: гора Кораб, Шар-Планина, (2764 м), 41°47′25″ пн. ш. 20°32′48″ сх. д. / 41.79028° пн. ш. 20.54667° сх. д.
- Найнижча: адріатичне узбережжя